# TIMM44
TIMM44 (англ. Translocase of inner mitochondrial membrane 44) – білок, який кодується однойменним геном, розташованим у людей на короткому плечі 19-ї хромосоми. Довжина поліпептидного ланцюга білка становить 452 амінокислот, а молекулярна маса — 51 356.
| 10         |  | 20         |  | 30         |  | 40         |  | 50         |
| ---------- |  | ---------- |  | ---------- |  | ---------- |  | ---------- |
| MAAAALRSGW |  | CRCPRRCLGS |  | GIQFLSSHNL |  | PHGSTYQMRR |  | PGGELPLSKS |
| YSSGNRKGFL |  | SGLLDNVKQE |  | LAKNKEMKES |  | IKKFRDEARR |  | LEESDVLQEA |
| RRKYKTIESE |  | TVRTSEVLRK |  | KLGELTGTVK |  | ESLHEVSKSD |  | LGRKIKEGVE |
| EAAKTAKQSA |  | ESVSKGGEKL |  | GRTAAFRALS |  | QGVESVKKEI |  | DDSVLGQTGP |
| YRRPQRLRKR |  | TEFAGDKFKE |  | EKVFEPNEEA |  | LGVVLHKDSK |  | WYQQWKDFKE |
| NNVVFNRFFE |  | MKMKYDESDN |  | AFIRASRALT |  | DKVTDLLGGL |  | FSKTEMSEVL |
| TEILRVDPAF |  | DKDRFLKQCE |  | NDIIPNVLEA |  | MISGELDILK |  | DWCYEATYSQ |
| LAHPIQQAKA |  | LGLQFHSRIL |  | DIDNVDLAMG |  | KMMEQGPVLI |  | ITFQAQLVMV |
| VRNPKGEVVE |  | GDPDKVLRML |  | YVWALCRDQD |  | ELNPYAAWRL |  | LDISASSTEQ |
| IL         |  |            |  |            |  |            |  |            |

A: Аланін

C: Цистеїн

D: Аспарагінова кислота

E: Глутамінова кислота

F: Фенілаланін

G: Гліцин

H: Гістидин

I: Ізолейцин

K: Лізин

L: Лейцин

M: Метіонін

N: Аспарагін

P: Пролін

Q: Глутамін

R: Аргінін

S: Серин

T: Треонін

V: Валін

W: Триптофан

Кодований геном білок за функцією належить до фосфопротеїнів. 
Задіяний у таких біологічних процесах, як транспорт, транспорт білків, транслокація. 
Білок має сайт для зв'язування з АТФ, нуклеотидами. 
Локалізований у мембрані, мітохондрії, внутрішній мембрані мітохондрії.